# Le Born (Haute-Garonne)
Pour les articles homonymes, voir Le Born.
Le Born est une commune française située dans le sud-ouest de la France, dans le nord-est du département de la Haute-Garonne, en région Occitanie.
Commune rurale la plus au nord du département de la Haute-Garonne, elle fait partie de l'aire d'attraction de Toulouse, ce qui explique en partie sa croissance démographique très importante depuis le début du XXIe siècle.
Le Born est une commune rurale qui compte 658 habitants en 2022, après avoir connu une forte hausse de la population depuis 1975. Elle fait partie de l'aire d'attraction de Toulouse. Ses habitants sont appelés les Bornains ou  Bornaines.
Les habitants de la commune sont appelés les Bornains.

## Géographie

### Localisation

Le Born (en rouge) dans la Haute-Garonne, avec son intercommunalité (en marron) et son canton (en marron et bleu).

Le Born est la commune la plus septentrionale, c'est-à-dire la plus au nord, du département de la Haute-Garonne. Elle se situe à 3 km de Villemur-sur-Tarn, à 22 km de Montauban et à 33 km de Toulouse.
Sur le plan historique et culturel, la commune est dans le pays Montalbanais, un territoire aux confins des anciennes provinces du Rouergue, de la Guyenne et du Languedoc et correspondant à la partie méridionale du Bas Quercy. Exposée à un climat océanique altéré, elle est drainée par le Tescou, le Verdet et par divers autres petits cours d'eau.
La commune est entourée, au nord, par le début des causses du Quercy, à l'est par les coteaux du Tarn, à l'ouest par Varennes et au-delà par l'agglomération montalbanaise, et au sud par le frontonnais puis par l'agglomération toulousaine. Cette situation géographique fait de Le Born une commune plutôt dynamique au niveau démographique, notamment grâce à l'influence des agglomérations de Toulouse et de Montauban, toutes deux situées à une quinzaine de kilomètres du bourg.
Le Born profite d'une situation géographique favorable : elle se situe à une centaine de kilomètres des Pyrénées et du Massif Central, ainsi qu'à environ 150 km de la Méditerranée.
La commune fait partie de l'aire d'attraction de Toulouse, du bassin de vie de Villemur-sur-Tarn et de la zone d'emploi de Toulouse.

### Communes limitrophes
La commune est limitrophe de cinq communes, dont trois dans le Tarn et une en Tarn-et-Garonne.
Les communes limitrophes sont  Beauvais-sur-Tescou, Montvalen, Verlhac-Tescou et Villemur-sur-Tarn.
|                   | Verlhac-Tescou (Tarn-et-Garonne) |                                    |
| Villemur-sur-Tarn | du Born                          | Beauvais-sur-Tescou (Tarn)         |
|                   | Montvalen (Tarn)                 | Tauriac (Tarn, par un quadripoint) |

Les villes notables les plus proches sont :

### Géologie et relief
La superficie de la commune est de 1 085 hectares ; son altitude varie de 120  à   215 mètres. La commune est plutôt vallonnée du fait de son implantation dans les coteaux.

### Hydrographie

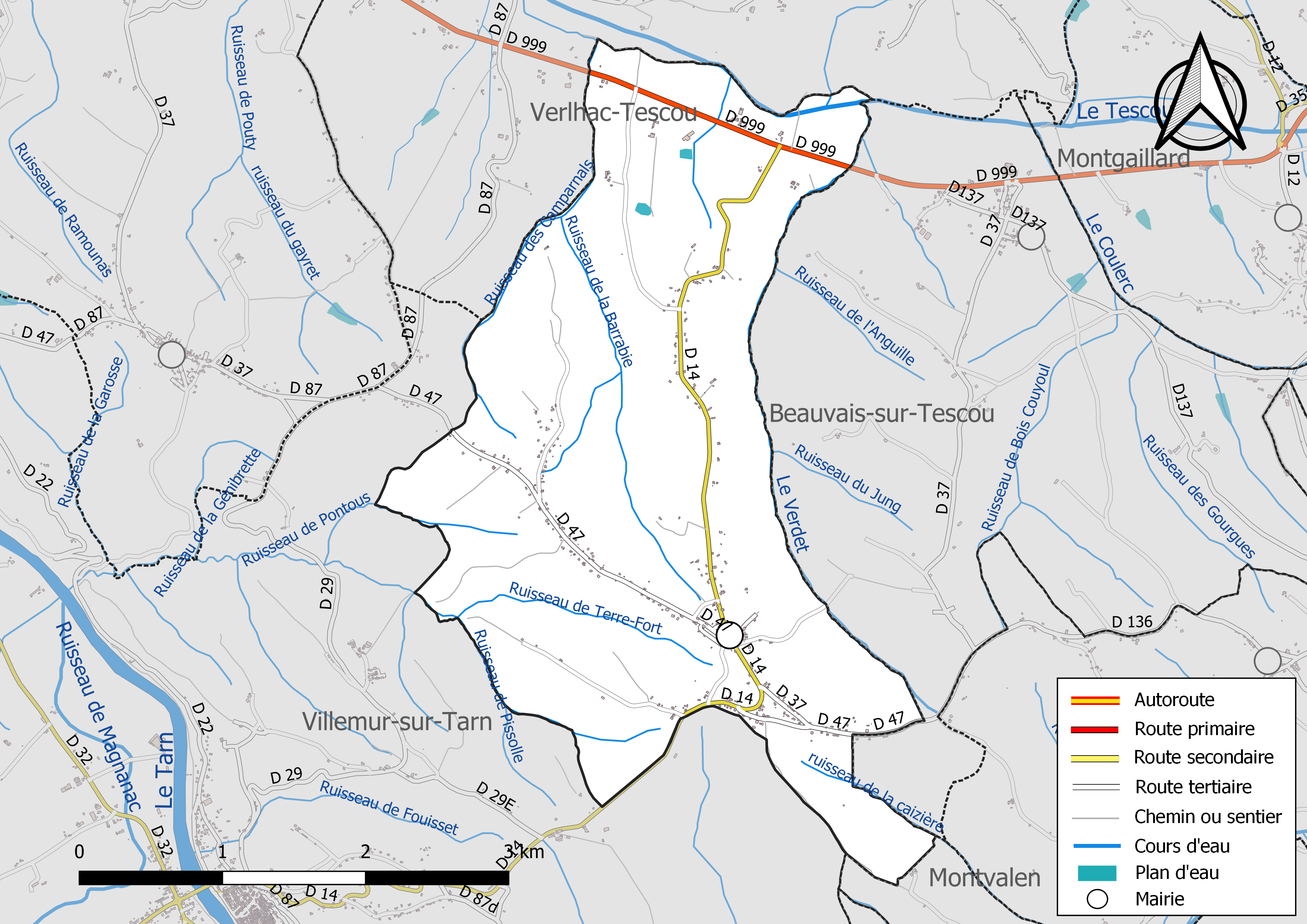
Réseaux hydrographique et routier du Born.

La commune est dans le bassin de la Garonne, au sein du bassin hydrographique Adour-Garonne. Elle est drainée par le Tescou, le Verdet, le ruisseau de la Barrabie, le ruisseau de la caizière, le ruisseau de Pissolle, le ruisseau de Pontous, le ruisseau de Saute-Crabe, le ruisseau des Camparnals, le ruisseau de Terre-Fort, le ruisseau du Jung et par divers petits cours d'eau, constituant un réseau hydrographique de 14 km de longueur totale,.
Le Tescou, d'une longueur totale de 48,8 km, prend sa source dans la commune de Castelnau-de-Montmiral et s'écoule d'est en ouest. Il traverse la commune et se jette dans le Tarn à Lacabarède, après avoir traversé 13 communes.

### Climat
Pour des articles plus généraux, voir Climat de l'Occitanie et Climat de la Haute-Garonne.
En 2010, le climat de la commune est de type climat du Bassin du Sud-Ouest, selon une étude s'appuyant sur une série de données couvrant la période 1971-2000. En 2020, Météo-France publie une typologie des climats de la France métropolitaine dans laquelle la commune est exposée à un climat océanique altéré et est dans la région climatique  Aquitaine, Gascogne, caractérisée par une pluviométrie abondante au printemps, modérée en automne, un faible ensoleillement au printemps, un été chaud (19,5 °C), des vents faibles, des brouillards fréquents en automne et en hiver et des orages fréquents en été (15 à 20 jours).
Pour la période 1971-2000, la température annuelle moyenne est de 12,9 °C, avec une amplitude thermique annuelle de 15,7 °C. Le cumul annuel moyen de précipitations est de 775 mm, avec 9,4 jours de précipitations en janvier et 5,5 jours en juillet. Pour la période 1991-2020, la température moyenne annuelle observée sur la station météorologique la plus proche, située sur la commune de Blagnac à 30 km à vol d'oiseau, est de 14,2 °C et le cumul annuel moyen de précipitations est de 627,0 mm,. Pour l'avenir, les paramètres climatiques de la commune estimés pour 2050 selon différents scénarios d'émission de gaz à effet de serre sont consultables sur un site dédié publié par Météo-France en novembre 2022.

## Urbanisme

### Typologie
Au 1er janvier 2024, Le Born est catégorisée commune rurale à habitat dispersé, selon la nouvelle grille communale de densité à sept niveaux définie par l'Insee en 2022.
Elle est située hors unité urbaine. Par ailleurs la commune fait partie de l'aire d'attraction de Toulouse, dont elle est une commune de la couronne,. Cette aire, qui regroupe 527 communes, est catégorisée dans les aires de 700 000 habitants ou plus (hors Paris),.

### Occupation des sols
L'occupation des sols de la commune, telle qu'elle ressort de la base de données européenne d’occupation biophysique des sols Corine Land Cover (CLC), est marquée par l'importance des territoires agricoles (60,7 % en 2018), une proportion identique à celle de 1990 (60,7 %). La répartition détaillée en 2018 est la suivante : 
forêts (39,3 %), zones agricoles hétérogènes (33 %), terres arables (27,7 %). L'évolution de l’occupation des sols de la commune et de ses infrastructures peut être observée sur les différentes représentations cartographiques du territoire : la carte de Cassini (XVIIIe siècle), la carte d'état-major (1820-1866) et les cartes ou photos aériennes de l'IGN pour la période actuelle (1950 à aujourd'hui).

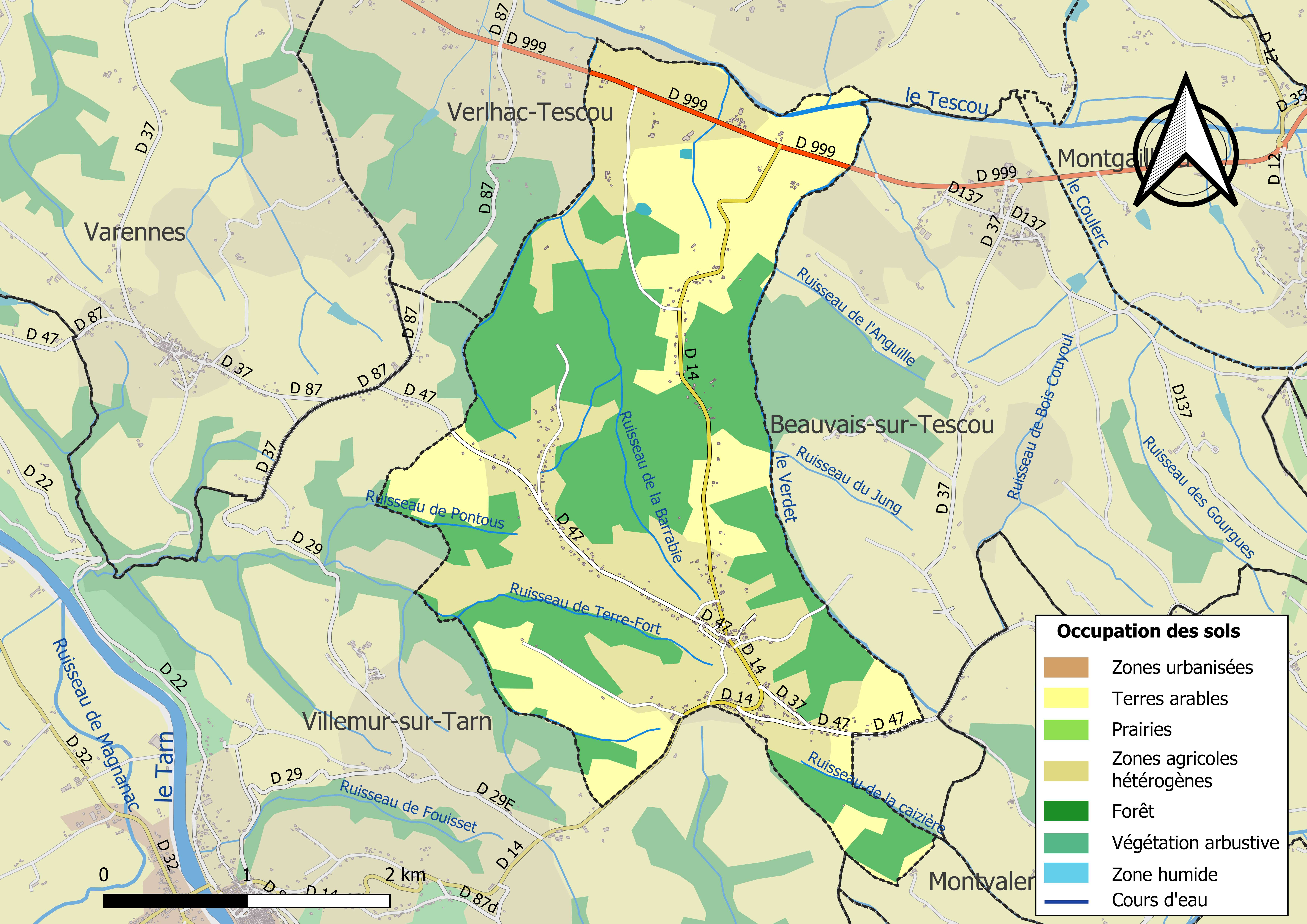
Carte des infrastructures et de l'occupation des sols de la commune en 2018 (CLC).

### Morphologie urbaine
La commune comprend un habitat très dispersé : le bourg, situé au sud-est du territoire communal, est de très petite taille et n'englobe que très peu de maisons. Le centre-village est également situé à proximité directe avec le territoire communal de Villemur-sur-Tarn et le département du Tarn. La plupart des habitations sont situées sur les routes de la commune, principalement sur les routes reliant le centre-village à Tauriac, Varennes, Villemur-sur-Tarn ou Montauban.
Les habitations sont également regroupées au niveau de lieux-dits, comme Les Camparnals (situé sur la route de Varennes), Labéjeau (sur la route de Montauban). On a également d'autres lieux-dits sur la commune, ne regroupant pas forcément plus d'habitations, comme Berdet (au niveau de la route de Tauriac), Le Buguet (en centre-village) et Le Coustou (au niveau du lac, à côté du centre). Ces lieux sont des endroits d'habitats « historiques », où les premières constructions sont apparues il y a longtemps. Aujourd'hui, l'habitat est plus dispersé sur l'ensemble de la commune, et pas uniquement à ces lieux-dits ou anciens hameaux.

### Logement
En 2014, le nombre total de logements dans la commune était de 198, alors qu'il était de 174 en 2009.
Parmi ces logements, 93,4 % étaient des résidences principales, 2 % des résidences secondaires et 4,5 % des logements vacants. Ces logements étaient pour 99 % d'entre eux des maisons individuelles et pour 0,5 % des appartements.
La proportion des résidences principales, propriétés de leurs occupants était de 94,1 %, en légère hausse par rapport à 2009 (93,3 %). La commune ne compte pas de logement HLM.
Sur la commune, les logements sont essentiellement des fermes rénovées ou à l'abandon, ou alors de récentes maisons individuelles, construite dernièrement, comme on en voit de plus en plus sur la commune.

### Projets d'aménagement
Il n'y a pas vraiment de grand projet d'aménagement sur la commune, d'un immeuble ou d'une zone d'activité par exemple. Cependant, en 2016, le schéma de cohérence territoriale (SCOT) du nord toulousain, dont dépend Le Born, recommande une expansion des constructions au nord-est du centre-village, d'une taille de 18 hectares d'expansion urbaine. Cette zone est une des rares sur la commune à être vraiment « plate », sans relief remarquable, alors que la commune connaît un dénivelé important presque partout, même en centre-ville, celle-ci étant construite en haut d'un coteau et à flanc de celui-ci. Ce rapport évoque également 4 hectares, au sud, le long de la route de Montauban, où pourraient être développées des activités économiques. Il existe en effet peu d'entreprises sur la commune.
Selon ce même rapport, effectué sous forme de cartographie, la commune comprendrait de nombreuses zones naturelles à conserver (des forêts par exemple, nombreuses sur le territoire).

### Voies de communication et transports

#### Voies routières

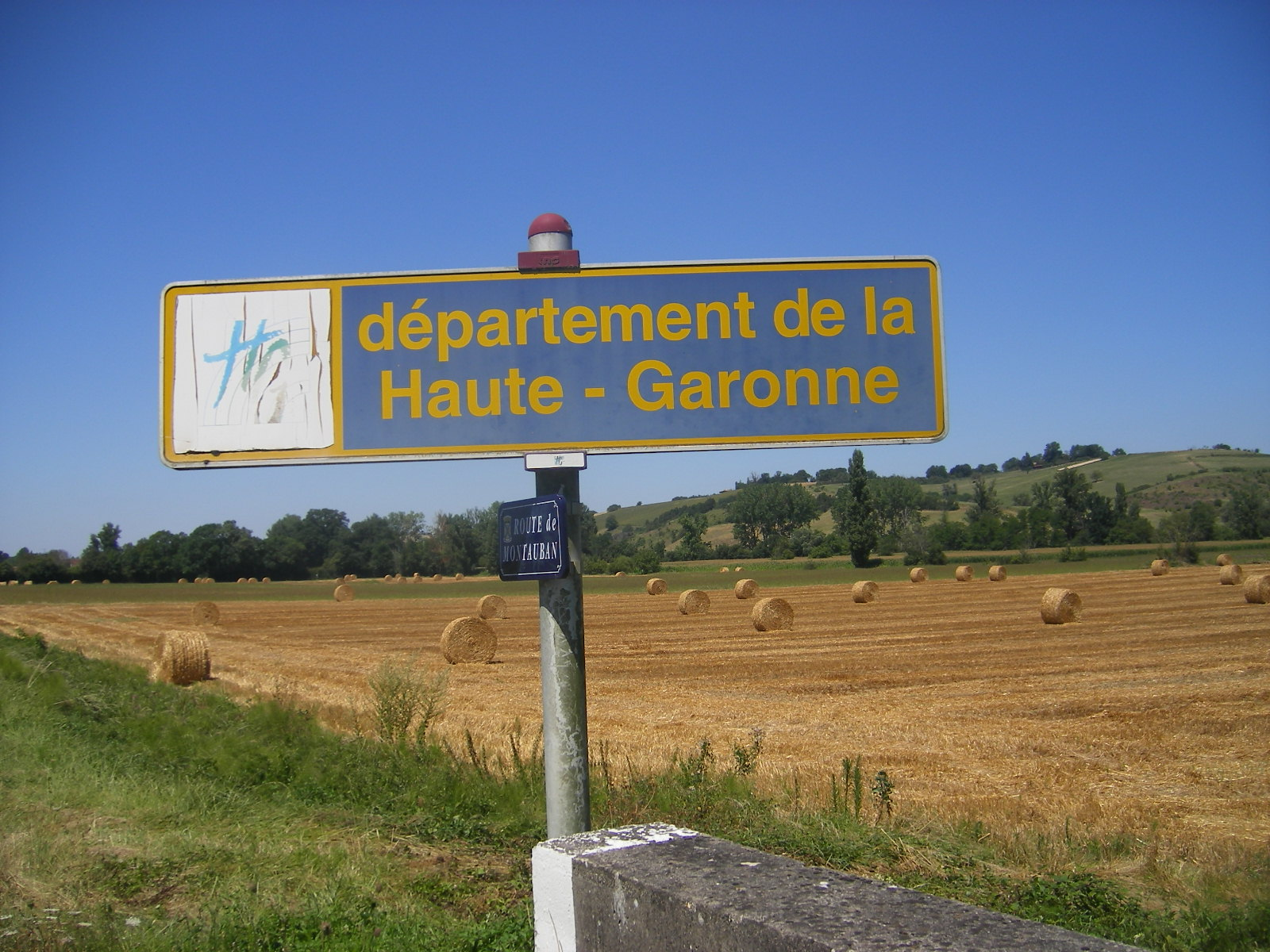
Ancien panneau d'entrée dans la Haute-Garonne situé sur la D999, au niveau de Labéjeau, au nord de la commune.

La commune du Born est traversée, au nord, par la route départementale 999 (ex-route nationale 99), qui relie Montauban à Plan-d'Orgon via Gaillac, Albi et Nîmes. La route ne passe pas par le centre-village, situé plus au sud. La route permet notamment de relier la commune avec les communes voisines de Saint-Nauphary, Monclar-de-Quercy ou encore Salvagnac.
Le Born est également traversé par les routes départementales 14 (Le Born - Saint-Alban) et 47 (Le Born - Varennes).
Les autoroutes les plus proches sont l'autoroute A62 (Toulouse - Bordeaux) situé à 22 km ; l'autoroute A20 (Montauban - Vierzon) situé à 22 km ; et l'autoroute A68 (Toulouse - Albi) situé à 29 km.

#### Transports en commun
Le seul service de transport en commun régulier desservant la commune est une ligne de transport scolaire ouverte aux voyageurs, la ligne 107-16 du réseau régional liO, qui relie la commune au centre-ville de Montauban. D'autres services de transports scolaires assurent la desserte vers le lycée de Fronton, le collège de Villemur-sur-Tarn ou encore l'école du village.
Pour rejoindre Toulouse et son agglomération, la commune voisine de Villemur-sur-Tarn est desservie par plusieurs lignes régulières d'autocars du réseau liO. Des services réguliers desservent également le village limitrophe de Beauvais-sur-Tescou, vers Montauban et Albi.
Les gares les plus proches de la commune sont la gare de Saint-Sulpice (Tarn), desservie par des TER Occitanie effectuant des missions entre Toulouse-Matabiau, Saint-Sulpice et Carmaux ; la gare de Castelnau-d'Estrétefonds, desservie par des TER Occitanie effectuant des missions entre les gares de Toulouse-Matabiau, Montauban-Ville-Bourbon, Agen et Brive-la-Gaillarde ; la gare de Montauban-Ville-Bourbon, desservie par des TER Occitanie, mais aussi par des Intercités, des TGV inOui et des Ouigo menant entre autres vers les gares de Paris. Toutes ces gares sont situées à moins de 25 km du centre du village.

### Risques naturels et technologiques
La commune fait l'objet de plusieurs risques : elle est située à 60 km de la centrale nucléaire de Golfech, ce qui représente un risque. Le Born n'est cependant pas situé dans la zone d'exclusion. La commune est exposée à un risque de séisme de 1/5 (risque très faible), comme la majeure partie du sud-ouest de la France. La commune est également concernée par un risque moyen de retrait-gonflements des sols argileux, ce qui peut créer des fissures dans certains bâtiments de la commune. Les risques d'inondations ne concernent pas le territoire communal.

## Toponymie
L'origine du nom de la commune du Born viendrait en fait de sa localisation. Située en Haute-Garonne, elle est également limitrophe des départements du Tarn et de Tarn-et-Garonne : c'est un « village-borne ».

Du mot pré-latin, Borna (« trou, source »), sans doute d'origine gauloise.

## Histoire
Le village est une voie de passage très importante depuis longtemps, et encore aujourd'hui, du fait de sa proximité avec Villemur-sur-Tarn et le Tescou.
Au XIe siècle, la commune devient la possession de l'abbaye Sainte-Foy-de-Conques. Le Born devient alors un lieu de pèlerinage important. La paroisse devient une bastide en 1271, sous la volonté de Raymond VII, comte de Toulouse de l'époque. Le Born devient une commune à part entière en 1790.
Sous l'Ancien Régime, la collectivité faisait partie du Bas-Montauban.
La commune a eu, auparavant, deux noms différents : jusqu'en 1793, la commune s'appelait Leborn, tout attaché. Ce nom fut changé en 1801, pour s'appeler Le Boru puis Le Born.

## Politique et administration

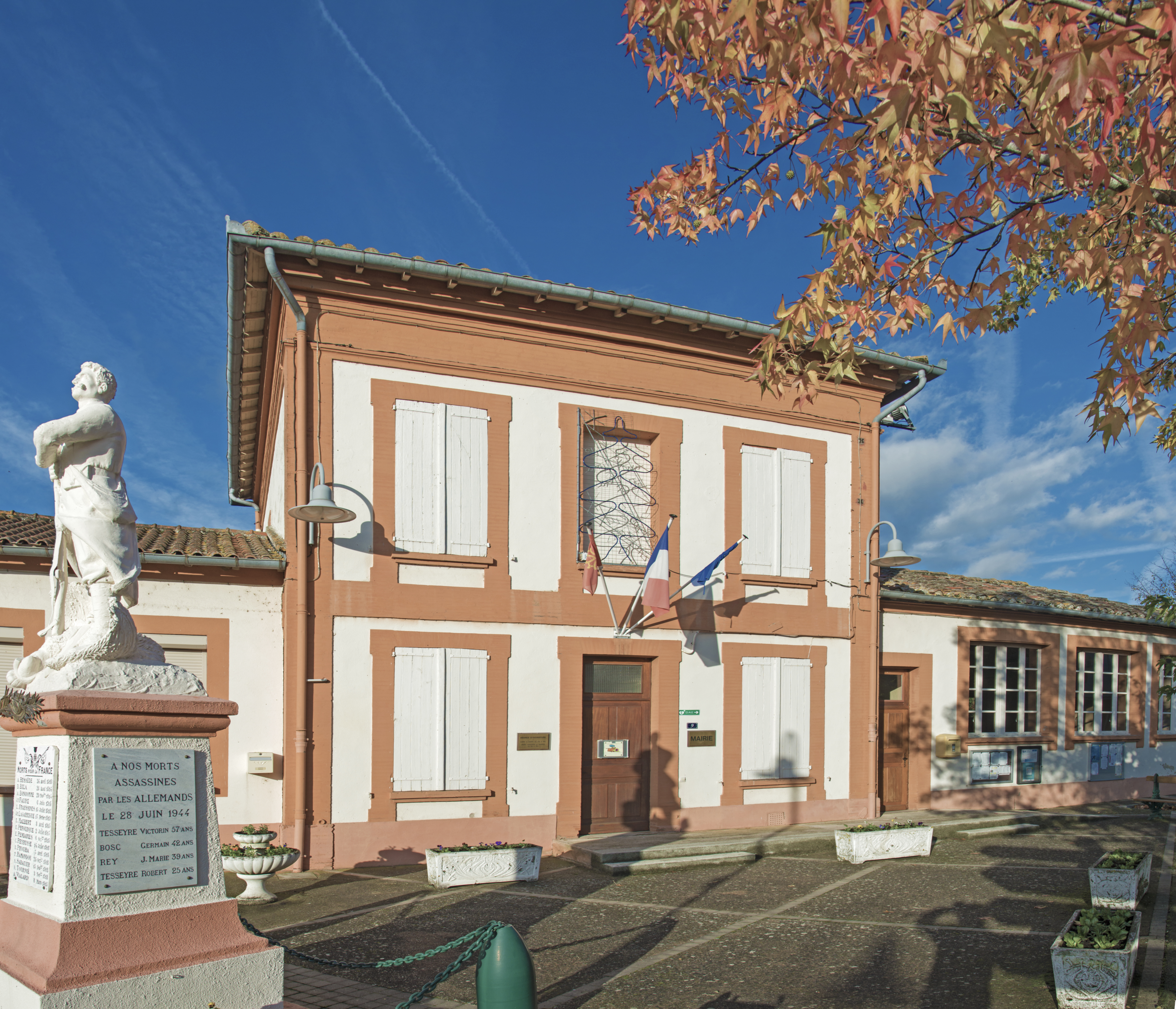
La mairie et le monument aux morts.

### Tendances politiques et résultats
Politiquement, Le Born est une commune avec une sensibilité de droite.
| Élections présidentielles, résultats des deuxièmes tours.                                                | Élections présidentielles, résultats des deuxièmes tours. | Élections présidentielles, résultats des deuxièmes tours. | Élections présidentielles, résultats des deuxièmes tours. | Élections présidentielles, résultats des deuxièmes tours. | Élections présidentielles, résultats des deuxièmes tours. | Élections présidentielles, résultats des deuxièmes tours. | Élections présidentielles, résultats des deuxièmes tours. |
| Année | Élu                                                       | Élu                                                       | Élu                                                       | Battu                                                     | Battu                                                     | Battu                                                     | Participation                                             |
| --- | --------------------------------------------------------- | --------------------------------------------------------- | --------------------------------------------------------- | --------------------------------------------------------- | --------------------------------------------------------- | --------------------------------------------------------- | --------------------------------------------------------- |
| 2002 | 78,17 %                                                   | Jacques Chirac                                            | RPR                                                       | 21,83 %                                                   | Jean-Marie Le Pen                                         | FN                                                        | 86,22 %                                                   |
| 2007 | 56,02 %                                                   | Nicolas Sarkozy                                           | UMP                                                       | 43,98 %                                                   | Ségolène Royal                                            | PS                                                        | 89,97 %                                                   |
| 2012 | 41,97 %                                                   | François Hollande                                         | PS                                                        | 58,03 %                                                   | Nicolas Sarkozy                                           | UMP                                                       | 90,06 %                                                   |
| 2017 | 51,27 %                                                   | Emmanuel Macron                                           | EM                                                        | 48,73 %                                                   | Marine Le Pen                                             | FN                                                        | 82,83 %                                                   |
| 2022 | 44,44 %                                                   | Emmanuel Macron                                           | LREM                                                      | 55,56 %                                                   | Marine Le Pen                                             | RN                                                        | 80,85 %                                                   |
| Élections législatives, résultats des deux meilleurs scores du dernier tour de scrutin.                  |                                                           |                                                           |                                                           |                                                           |                                                           |                                                           |                                                           |
| Année | Élu                                                       | Élu                                                       | Élu                                                       | Battu                                                     | Battu                                                     | Battu                                                     | Participation                                             |
| Le Born (Haute-Garonne) est répartie sur plusieurs circonscriptions, cf. les résultats des .             |                                                           |                                                           |                                                           |                                                           |                                                           |                                                           |                                                           |
| Avant 2010, Le Born (Haute-Garonne) est répartie sur plusieurs circonscriptions, cf. les résultats des . |                                                           |                                                           |                                                           |                                                           |                                                           |                                                           |                                                           |
| 2002 | 41,10 %                                                   | Gérard Bapt                                               | PS                                                        | 58,90 %                                                   | Danièle Damin                                             | UMP                                                       | 71,15 %                                                   |
| 2007 | 45,50 %                                                   | Gérard Bapt                                               | PS                                                        | 55,50 %                                                   | Danièle Damin                                             | UMP                                                       | 70,23 %                                                   |
| Après 2010, Le Born (Haute-Garonne) est répartie sur plusieurs circonscriptions, cf. les résultats de .  |                                                           |                                                           |                                                           |                                                           |                                                           |                                                           |                                                           |
| 2012 | 51,76 %                                                   | Françoise Imbert                                          | PS                                                        | 48,24 %                                                   | Grégoire Carneiro                                         | UMP                                                       | 60,64 %                                                   |
| 2017 | 54,95 %                                                   | Jean-François Portarrieu                                  | LREM                                                      | 45,05 %                                                   | Julien Leonardelli                                        | FN                                                        | 50,38 %                                                   |
| 2022 | 62,50 %                                                   | Jean-François Portarrieu                                  | LREM                                                      | 37,50 %                                                   | Sylvie Espagnolle                                         | La France insoumise - NUPES                               | 49,16 %                                                   |
| 2024 | %                                                         |                                                           |                                                           | %                                                         |                                                           |                                                           | %                                                         |
| Élections européennes, résultats des deux meilleurs scores.                                              |                                                           |                                                           |                                                           |                                                           |                                                           |                                                           |                                                           |
| Année | Liste 1re                                                 | Liste 1re                                                 | Liste 1re                                                 | Liste 2e                                                  | Liste 2e                                                  | Liste 2e                                                  | Participation                                             |
| 2004 | 17,24 %                                                   | Abdelkader Arif                                           | PS                                                        | 17,24 %                                                   | Alain Lamassoure                                          | UMP                                                       | 58,17 %                                                   |
| 2009 | 34,27 %                                                   | Dominique Baudis                                          | UMP                                                       | 12,36 %                                                   | José Bové                                                 | EELV                                                      | 58,99 %                                                   |
| 2014 | 33,33 %                                                   | Louis Aliot                                               | FN                                                        | 24,85 %                                                   | Michèle Alliot-Marie                                      | UMP                                                       | 47,43 %                                                   |
| 2019 | 37,50 %                                                   | Jordan Bardella                                           | FN                                                        | 17,24 %                                                   | Nathalie Loiseau                                          | LREM                                                      | 59,71 %                                                   |
| 2024 | %                                                         |                                                           |                                                           | %                                                         |                                                           |                                                           | %                                                         |
| Élections régionales, résultats des deux meilleurs scores.                                               |                                                           |                                                           |                                                           |                                                           |                                                           |                                                           |                                                           |
| Année | Liste 1re                                                 | Liste 1re                                                 | Liste 1re                                                 | Liste 2e                                                  | Liste 2e                                                  | Liste 2e                                                  | Participation                                             |
| 2004 | 37,82 %                                                   | Martin Malvy                                              | PS                                                        | 47,67 %                                                   | Jacques Godfrain                                          | UMP                                                       | 76,63 %                                                   |
| 2010 | 60,77 %                                                   | Martin Malvy                                              | PS                                                        | 39,23 %                                                   | Brigitte Barèges                                          | UMP                                                       | 62,10 %                                                   |
| 2015 | 28,57 %                                                   | Carole Delga                                              | PS                                                        | 40,15 %                                                   | Louis Aliot                                               | FN                                                        | 40,15 %                                                   |
| 2021 | 40,56 %                                                   | Carole Delga                                              | UG                                                        | 32,22 %                                                   | Jean-Paul Garraud                                         | RN                                                        | 40,48 %                                                   |
| Élections cantonales, résultats des deux meilleurs scores du dernier tour de scrutin.                    |                                                           |                                                           |                                                           |                                                           |                                                           |                                                           |                                                           |
| Année | Élu                                                       | Élu                                                       | Élu                                                       | Battu                                                     | Battu                                                     | Battu                                                     | Participation                                             |
| Le Born (Haute-Garonne) est répartie sur plusieurs cantons, cf. les résultats de ceux de .               |                                                           |                                                           |                                                           |                                                           |                                                           |                                                           |                                                           |
| 2001 | %                                                         |                                                           |                                                           | %                                                         |                                                           |                                                           | indisponible %                                            |
| 2004 | %                                                         |                                                           |                                                           | %                                                         |                                                           |                                                           | indisponible %                                            |
| 2008 | 64,38 %                                                   | Jean-Marc Dumoulin                                        | UMP                                                       | 35,62 %                                                   | Claudine de Truchis                                       | PS                                                        | 72,76 %                                                   |
| 2011 | %                                                         |                                                           |                                                           | %                                                         |                                                           |                                                           | indisponible %                                            |
| Élections départementales, résultats des deux meilleurs scores du dernier tour de scrutin.               |                                                           |                                                           |                                                           |                                                           |                                                           |                                                           |                                                           |
| Année | Élus                                                      | Élus                                                      | Élus                                                      | Battus                                                    | Battus                                                    | Battus                                                    | Participation                                             |
| Le Born (Haute-Garonne) est répartie sur plusieurs cantons, cf. les résultats de ceux de .               |                                                           |                                                           |                                                           |                                                           |                                                           |                                                           |                                                           |
| 2015 | 16,52 %                                                   | Ghislaine Cabessut, Jean-Luc Raysseguier                  | PS                                                        | 59,13 %                                                   | Marie-Hélène Champagnac, Jean-Marc Dumoulin               | UMP                                                       | 65,31 %                                                   |
| 2021 | 51,85 %                                                   | Karine Barrière, Jean-Marc Dumoulin                       | DVC                                                       | 48,15 %                                                   | François Bataille, Céline Croisier                        | UG                                                        | 40,04 %                                                   |
| Référendums.                                                                                             |                                                           |                                                           |                                                           |                                                           |                                                           |                                                           |                                                           |
| Année | Oui (national)                                            | Oui (national)                                            | Oui (national)                                            | Non (national)                                            | Non (national)                                            | Non (national)                                            | Participation                                             |
| 1992 | 41,14 % (51,04 %)                                         | 41,14 % (51,04 %)                                         | 41,14 % (51,04 %)                                         | 58,86 % (48,96 %)                                         | 58,86 % (48,96 %)                                         | 58,86 % (48,96 %)                                         | 78,24 %                                                   |
| 2000 | 58,21 % (73,21 %)                                         | 58,21 % (73,21 %)                                         | 58,21 % (73,21 %)                                         | 41,79 % (26,79 %)                                         | 41,79 % (26,79 %)                                         | 41,79 % (26,79 %)                                         | 33,59 %                                                   |
| 2005 | 46,57 % (45,33 %)                                         | 46,57 % (45,33 %)                                         | 46,57 % (45,33 %)                                         | 53,43 % (54,67 %)                                         | 53,43 % (54,67 %)                                         | 53,43 % (54,67 %)                                         | 81,68 %                                                   |

### Liste des maires
| Période                                  | Période  | Identité        | Étiquette | Qualité  |
| ---------------------------------------- | -------- | --------------- | --------- | -------- |
| Les données manquantes sont à compléter. |          |                 |           |          |
| mars 2001                                | 2008     | Alain Svobodny  |           |          |
| mars 2008                                | En cours | Robert Sabatier | DVG       | Retraité |

### Rattachements administratifs et électoraux
Le Born est située en région Occitanie, dans le département de la Haute-Garonne et l'arrondissement de Toulouse.
Le Born fait partie du canton de Villemur-sur-Tarn, et a toujours fait partie de ce canton depuis l'existence de ceux-ci (en 1793), sauf une année, en 1801, où Le Born fut rattaché au canton de Fronton. Le canton de Villemur-sur-Tarn comptait, avant le redécoupage cantonal de 2014 en France, quelque 7 communes, toutes situées à moins de 10 km du village, alors qu'aujourd'hui ce canton compte 19 communes, allant jusqu'à Bessières, Gargas, ou encore Villeneuve-lès-Bouloc et Castelnau-d'Estretefonds. En 2014, le canton du nord de la Haute-Garonne comptait plus de 40 000 habitants.
La commune fait partie, depuis 2010 et le redécoupage des circonscriptions dans le département, de la cinquième circonscription de la Haute-Garonne. Celle-ci englobe le nord-est du département, et les communes de Villemur-sur-Tarn, Fronton, Grenade, et descend même jusqu'à l'agglomération toulousaine, avec Castelginest et Fenouillet, entre autres. Au vu des résultats récents, la circonscription semble avoir une sensibilité de gauche. Le député du secteur est, en 2018, Jean-François Portarrieu, issu du parti La République En Marche. Avant 2010, la commune faisait partie de la deuxième circonscription de la Haute-Garonne.
Le Born fait également partie de la communauté de Communes du Val Aïgo, qui regroupe huit communes, toutes situées dans le canton de Villemur-sur-Tarn, en Haute-Garonne. Villemur est par ailleurs le bureau centralisateur de l'intercommunalité, qui compte également comme membres Bessières, Villematier ou encore Mirepoix-sur-Tarn. Avec moins de 15 000 habitants en 2015, la communauté de communes est la plus petite de la Haute-Garonne en nombre d'habitants.

### Politique environnementale
La collecte et le traitement des déchets des ménages et des déchets assimilés ainsi que la protection et la mise en valeur de l'environnement se font dans le cadre de la communauté de communes de Val'Aïgo.
La déchetterie du secteur de la communauté de communes est celle de Pechnauquié, à Villemur-sur-Tarn.

## Équipements et services publics

### Enseignement
Le Born fait partie de l'académie de Toulouse. La commune compte une école primaire publique, rouverte en 2009, après huit ans de fermeture. Jusque-là, les élèves allaient aux écoles publiques de Varennes ou de Villemur-sur-Tarn. L'école comptait sept élèves en 2001, elle compte aujourd'hui quelque 96 élèves.
Le collège le plus proche est le collège public Albert Camus, situé à Villemur-sur-Tarn (5 km). Les lycées les plus proches sont : le lycée général Pierre Bourdieu à Fronton (15 km) et le lycée Antoine Bourdelle de Montauban (24 km).

### Santé
Il n'y a pas de médecin au Born, cependant il en existe de nombreux à moins de 10 km du village : à Villemur-sur-Tarn, à Montgaillard et à Villebrumier. Les hôpitaux les plus proches sont ceux de Montauban ou Toulouse. Il y a également deux cliniques spécialisées à Bondigoux et Fronton, et un médecin urgentiste à Saint-Alban.

## Population et société

### Démographie
Le Born n'a jamais été une commune très peuplée : elle n'a jamais dépassé les 500 habitants, si ce n'est en 2015. D'ailleurs, la commune connaît une très forte croissance démographique depuis les quinze dernières années : entre 2004 et 2015, le nombre d'habitants a presque doublé. Cette augmentation s'explique par le fait que la commune est membre de l'aire urbaine de Toulouse, et la métropole étant très dynamique, Le Born profite de cette récente attractivité, mais aussi de l'étalement urbain de l'agglomération toulousaine. On peut aussi expliquer cette augmentation par l'expansion de la commune de Villemur-sur-Tarn, dont les constructions se rapprochent de plus en plus du territoire communal de Le Born. Par ailleurs, la croissance démographique est très importante dans la commune (19,03 % d'habitants en plus en 5 ans), elle est près de trois fois plus élevée que dans le reste de la Haute-Garonne (+7,35 %).
| 1793 | 1800 | 1806 | 1821 | 1831 | 1836 | 1841 | 1846 | 1851 |
| ---- | ---- | ---- | ---- | ---- | ---- | ---- | ---- | ---- |
| 270  | 253  | 295  | 361  | 361  | 368  | 360  | 360  | 360  |

| 1856 | 1861 | 1866 | 1872 | 1876 | 1881 | 1886 | 1891 | 1896 |
| ---- | ---- | ---- | ---- | ---- | ---- | ---- | ---- | ---- |
| 419  | 436  | 421  | 426  | 412  | 420  | 401  | 402  | 357  |

| 1901 | 1906 | 1911 | 1921 | 1926 | 1931 | 1936 | 1946 | 1954 |
| ---- | ---- | ---- | ---- | ---- | ---- | ---- | ---- | ---- |
| 351  | 356  | 336  | 276  | 249  | 247  | 245  | 223  | 240  |

| 1962 | 1968 | 1975 | 1982 | 1990 | 1999 | 2004 | 2006 | 2009 |
| ---- | ---- | ---- | ---- | ---- | ---- | ---- | ---- | ---- |
| 223  | 186  | 194  | 266  | 303  | 261  | 289  | 328  | 412  |

| 2014 | 2019 | 2022 | - | - | - | - | - | - |
| ---- | ---- | ---- | - | - | - | - | - | - |
| 499  | 593  | 658  | - | - | - | - | - | - |

| selon la population municipale des années : | 1968 | 1975 | 1982 | 1990 | 1999 | 2006 | 2009 | 2013 |
| Rang de la commune dans le département      | 369  | 342  | 295  | 257  | 297  | 290  | 264  | 247  |
| Nombre de communes du département           | 592  | 582  | 586  | 588  | 588  | 588  | 589  | 589  |

### Manifestations culturelles et festivités
La commune est animée par un comité des fêtes. Celui-ci organise plusieurs manifestations chaque année, notamment le feu de la Saint-Jean en juin, ou la fête annuelle du village, mi-juillet.

### Sports et loisirs
Il existe un lac sur le territoire communal, à proximité directe du centre-village. Il est donc possible de pêcher dans celui-ci. Plusieurs lâchers, de truites notamment, sont organisés chaque année, au printemps. Il existe un terrain de basket-ball aménagé à la sortie du village, ainsi qu'une aire de pique-nique.
Il existe également une association de chasse sur la commune, qui chasse dans les nombreuses forêts du Born. Plusieurs circuits de randonnée sont ouverts à proximité de la commune, notamment sur les coteaux, situés sur la commune de Villemur-sur-Tarn, à environ 2 km du centre-village. La pétanque est également pratiquée dans le village.

### Médias
La commune édite un bulletin annuel d'informations. Elle est couverte par France 3 Midi-Pyrénées et son édition locale Toulouse-Métropole, et par l'édition locale nord-est de la Haute-Garonne de La Dépêche Du Midi.

### Cultes
Le Born possède une église catholique, située en face de la mairie, l'église Sainte-Foy. Celle-ci est visible depuis de nombreuses communes avoisinantes.

## Économie

### Revenus de la population et fiscalité
En 2011, le revenu fiscal médian par ménage était de 21 229 €. Pour des raisons de secret statistique, le nombre de ménages fiscaux imposables n'est pas précisé sur le site de l'INSEE.

### Emploi
En 2014, la population âgée de 15 à 64 ans s'élevait à 308 personnes, parmi lesquelles on comptait 78,6 % d'actifs dont 70,8 % ayant un emploi et 7,8 % de chômeurs.

On comptait 46 emplois dans la zone d'emploi, contre 33 en 2009. Le nombre d'actifs ayant un emploi résidant dans la zone d'emploi étant de 219, l'indicateur de concentration d'emploi est de 21,1 %, ce qui signifie que la zone d'emploi offre un peu plus d'un emploi pour cinq habitants actifs.

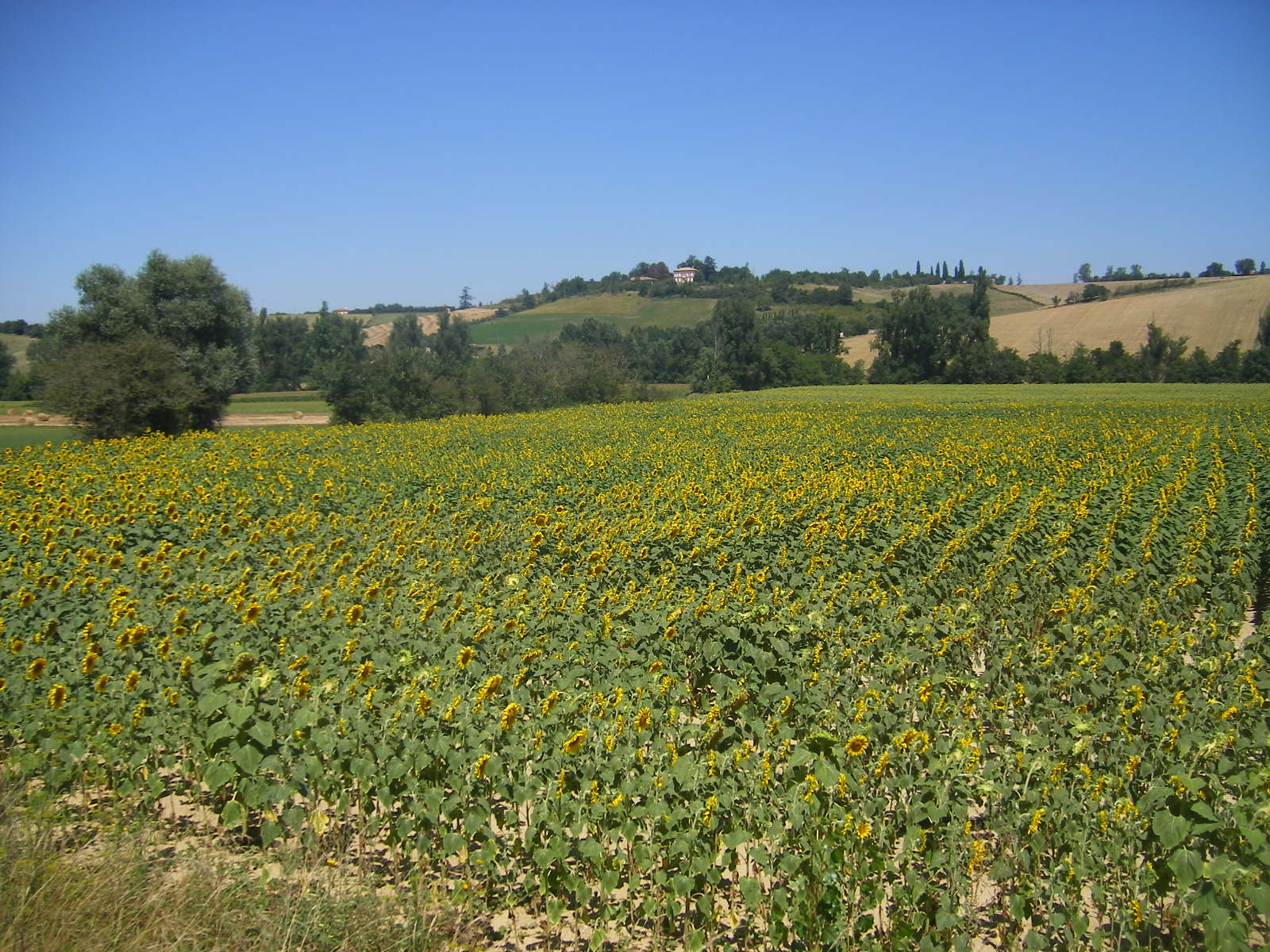
Un champ situé sur la route de Montauban, au niveau du lieu-dit Labéjeau, au nord de la commune.

### Entreprises et commerces
Au 31 décembre 2015, Le Born comptait 43 établissements : 8 dans l’agriculture-sylviculture-pêche, 1 dans l'industrie, 8 dans la construction, 19 dans le commerce-transports-services divers et 7 étaient relatifs au secteur administratif.
En 2016, 3 entreprises ont été créées à Le Born, toutes par des autoentrepreneurs.
Le nombre d'entreprises sur la commune est très faible car les politiques menées par la municipalité favorisent la construction d'habitations plutôt que d'entreprises, comme ça a toujours été le cas, du fait de la présence de grosses zones d'emplois à proximité (Villemur-sur-Tarn, Eurocentre, Montauban, Toulouse...). Les contraintes liées à la construction sont peut-être aussi un obstacle, du fait de la présence de sites naturels comme des forêts, de peu d'espaces constructibles pour l'instant (peu de voies de communications) et surtout de l'important relief sur tout le territoire de la commune.

#### Secteur primaire
À l'origine, c'est le secteur majoritaire à Le Born : les exploitations agricoles représentaient la majorité du territoire de la commune. Mais aujourd'hui, on compte de moins en moins d'exploitations agricoles, du fait de l'extension des constructions sur la commune liée à la croissance démographique, très forte sur la commune. En 2015, on comptait encore huit exploitations agricoles sur la commune, mais ce chiffre tend à baisser dans les prochaines années, du fait de nombreux rachats de terrain pour construire des habitations.

#### Secteur secondaire
A contrario, ce secteur n'a jamais tenu une place importante dans la commune : on ne compte qu'un seul site industriel mineur sur la commune. Par contre, il y a huit entreprises de construction dans le village, chiffre important pour une commune de cette taille.

#### Secteur tertiaire
Il n'y a aucun commerce de proximité sur la commune (boulangerie, presse...) du fait de la petite taille de la commune et de son bourg, mais aussi de la présence de grands pôles commerciaux à côté, notamment à Villemur-sur-Tarn (3 km). On compte seulement des entreprises de services ou de transports sur la commune, pas d'entreprises commerciales donc, sauf peut-être des entreprises proposant la vente de produits fermiers.

## Culture locale et patrimoine

### Lieux et monuments
Le principal monument, visible depuis l'extérieur de la commune, est l'église Sainte-Foy, située en plein centre-village. Elle arbore un clocher-mur (ou à campenard), typique de la région. Celui-ci est particulièrement ajouré. L'histoire de cette église est plutôt mystérieuse, plusieurs sources différentes existent : l'église aurait pu être construite par des moines de l'abbaye de Moissac, vers 1250. D'autres informations, moins crédibles, affirment que l'église aurait été construite par les Anglais.
On peut voir plusieurs monuments aux morts sur la commune, et notamment celui situé sur la place de la Mairie, particulièrement visible.

### Patrimoine culturel
Il n'y a pas de bâtiment culturel sur la commune. Cependant, on compte une médiathèque-ludothèque à Villemur-sur-Tarn et Fronton entre autres, et des musées et salles de spectacles sur Toulouse et Montauban.

### Patrimoine naturel
Le Born ne compte pas de site naturel véritablement classé ou protégé. Cependant, la commune comprend de nombreuses forêts, classées comme remarquables et à préserver par le dernier rapport du SCOT (SChéma de Cohérence Territoriale) du nord-toulousain, daté de 2016. On trouve dans ces forêts une faune et une flore très variée et diverse, et la commune est par ailleurs très prisée pour ses champignons à l'automne. On compte également de nombreux points de vue, où l'on peut parfois voir jusqu'aux Pyrénées. La nuit, on y aperçoit les lumières de la métropole toulousaine. On aperçoit également le clocher de l'église de Montjoire, commune pourtant située à une vingtaine de kilomètres à vol d'oiseau, et les communes de Bondigoux, Layrac-sur-Tarn et La Magdelaine-sur-Tarn en contrebas. D'autres points de vue permettent la vision des nombreuses forêts avoisinantes. Les points de vue les plus remarquables sont situées sur les routes de Varennes et de Tauriac. Sur cette dernière, on aperçoit même le clocher de Montvalen et son village.

### Personnalités liées à la commune

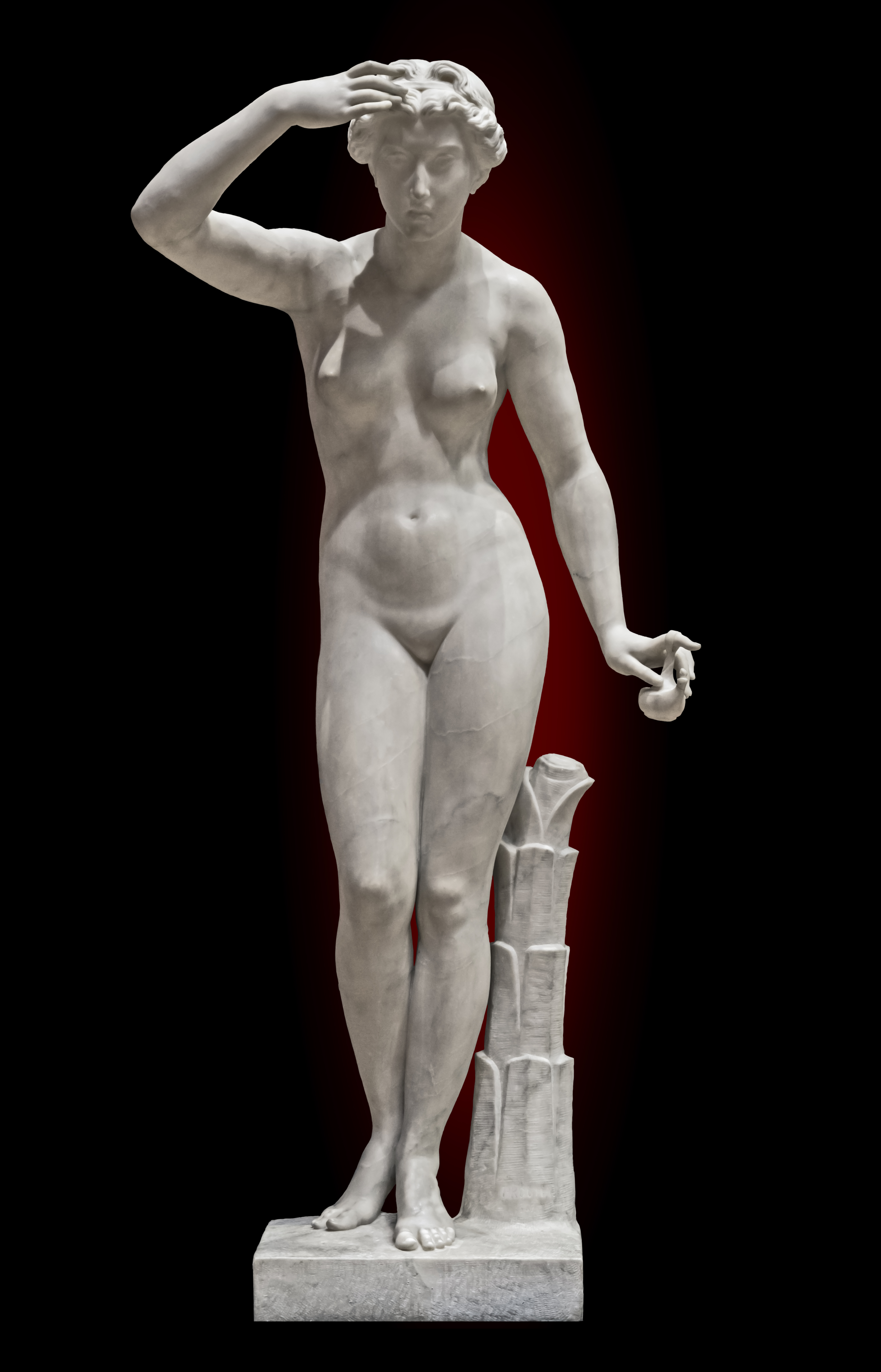
Psyché par Pierre-Bernard Prouha; Musée des Augustins de Toulouse.

- Pierre-Bernard Prouha, sculpteur né à Le Born en 1822 et décédé à Paris en juillet 1888[69].

### Héraldique
| Le Born | Son blasonnement est : De sable à la bordure d'or. |

## Pour approfondir